# Aleksandra Kapałczyńska-Plewińska
Aleksandra Kapałczyńska-Plewińska, występowała również pod nazwiskiem Roga (ur. 30 czerwca 1934 w Poznaniu, zm. 6 marca 1997) – polska koszykarka, mistrzyni i reprezentantka Polski.

## Kariera sportowa
Karierę rozpoczęła w AZS Poznań w wieku 16 lat, od 1951 do 1966 reprezentowała barwy Lecha Poznań, z którym wywalczyła mistrzostwo Polski w 1957, wicemistrzostwo Polski w 1955 i 1956 oraz brązowy medal mistrzostw Polski w 1954 i 1958.
W reprezentacji Polski wystąpiła 110 razy w latach 1952-1961, m.in. trzykrotnie na mistrzostwach Europy: w 1952 (5. miejsce), 1956 (5. miejsce) i 1960 (4. miejsce) oraz na mistrzostwach świata w 1959 (5. miejsce). Przez wiele lata była kapitanem drużyny narodowej.